# Харингтон, Чарльз
Чарльз Харингтон Харингтон (англ. Charles Harington Harington; 31 мая 1872 года — 22 октября 1940 года) — генерал Британской армии, за 46 лет службы участвовавший в Второй англо-бурской войне, Первой мировой войне и Чанакском кризисе. Занимал различные штабные должности, в том числе заместителя начальника Имперского генерального штаба. Командовал оккупационными войсками на Чёрное море и Турции.
С 1933 по 1938 года был губернатором Гибралтара.

## Ранние годы
Родился в Чичестере в семье Эмануэля Томаса По и Изабеллы Джейн По (урожденной Крауди). При крещении получил имя Чарльз Харингтон. Имевший англо-ирландское происхождение, Харингтон в четыре года получил фамилию, повторявшую его второе имя: отец сменил прежнюю фамилию По на девичью фамилию своей матери, бабушки Чарльза. Прозвище Тим, под которым Харингтом был известен практически повсеместно, он приобрёл во время первой командировки за рубеж. Так его прозвали коллеги-офицеры по пути в Аден, узнав о вынесении приговора Тимоти Чарльзу Харингтону, ирландскому националисту и члену парламента.
Начальное образование получил на дому и в школе Грессона в Уэртинге, затем продолжил учёбу в Челтнемском колледже. Участь в школе, полюбил спорт, особенно крикет и плавание. В 1890 году поступил в Королевское военное училище в Сандхерсте и через два года в звании второго лейтенанта начал службу во 2-м батальоне Королевского Ливерпульского полка. В 1897 году занял должность полкового адъютанта. Участвовал во Второй англо-бурской войне, будучи прикомандированным к железной дороге. За службу награждён орденом «За выдающиеся заслуги», в донесениях характеризовался как «первоклассный офицер, обладающий деловой хваткой и тактом». В 1904 году Харингтон женился на Глэдис Граттан, дочери бригадного генерала О’Доннела Колли Граттана.
Около года провёл в Ирландии в качестве адъютанта 4-го Королевского полка под началом генерал-полковника Граттана. Затем, после роспуска подразделения, вместе с командиром был переведён в 13-й временный батальон и позднее снова вернулся во 2-й батальон Королевского Ливерпульского полка в Каррахе. С 1903 года в течение почти четырёх лет командовал кадетами в Сандхерсте. В 1906 году его направили на обучение в Штабной колледж в Кемберли, что оказалось для него неожиданностью. После обучения работал в Военном министерстве и Штабе армии. В 1911 году Харингтон получил назначение в Олдершот, где возглавил 6-ю бригаду, в которую входили 1-й королевский и ещё пять обычных батальонов. По истечении срока службы, в 1913 году Харингтон остался в 1-м батальоне королевского Ливерпульского полка, в котором встретил начало Первой мировой войны.

## Первая мировая война
Великобритания объявила войну 4 августа 1914 года, после вторжения Германской империи в Бельгию. Харингтон был прикомандирован к мобилизационному департаменту, где с головой ушёл в работу. 12 августа он провожал свой 1-й Королевский полк, покинувший Талаверские казармы.
В апреле 1915 года, два месяца спустя после временного повышение до лейтенант-полковника, Харингтон получил должность в штабе 49-й (Уэст-Райдингской) дивизии. На позициях на Ипрском выступе командир 49-й дивизии, генерал-майор Бэлдок, был тяжело ранен и заменён генерал-майором Персивалем. Последний заболел гриппом, и большая часть его обязанностей легла на Харингтона. Несколько месяцев спустя Харингтон узнал, что болезнь Персиваля не позволило ему получить назначение в XII корпус в Салониках. Ожидая назначение на командование бригадой в составе 14-й дивизии, о чём его предупредил генерал Пламер, после пятидневного отпуска Харингтон узнал, что планы изменились и его направляют в звании бригадного генерала на должность начальника штаба в Канадский корпус.

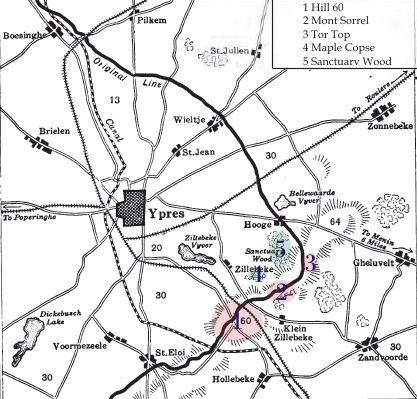
Карте позиций в битве у Мон-Соррель

Канадский корпус был сформирован в сентябре 1915 года после прибытия 2-й дивизии. Во время формирования под командованием генерал-лейтенанта Эдвина Элдерсон корпус не имел генерального штаба и состоял из одной пехотной дивизии и кавалерийской бригады. После Элдерсона в мае 1916 года корпус возглавил генерал Джулиан Бинг, который руководил им в первом бою всего через несколько недель после своего назначения. Корпус занимал позиции у Ипра, в непосредственной близости от Хооге, холма 60, Цвартелеена. Войска готовились к «локальной атаке», не ожидая от немецкого ХІІІ корпуса попыток овладеть тактически важными высотами Мон-Соррель и Тор-Топ.
Утром 2 июня немцы провели артиллерийский налёт, который совпал с инспекцией канадского фронта генерал-майором Малкольмом Мерсером и бригадным генералом Уильямсом, командирами 3-й дивизии и 8-й бригады соответственно. Оба оказались среди 8430 офицеров и солдат, потерянных во время боя: Мерсер был убит при обстреле, Уильямс — тяжело ранен и взят в плен. Примерно в час дня на позициях у Мон-Соррель были взорваны четыре заряда, после чего в атаку пошли шесть немецких пехотных батальонов. Они вытеснили остатки 1-го и 4-го кавалерийских полков и Пехотный полк принцессы Патрисии из разрушенных траншей. Первая канадская контратака, осуществленная 3-м полком, оказалась плохо организованной и привела к тяжёлым потерям.
Во время боя Бинг получил информацию, что Харингтона прочат в генерал-майоры и начальники генерального штаба 2-й армии под командованием генерала Пламера. После этого Пламер лично приехал к Харингтону, едко заметив, что не желает этого назначения, если Харингтон не отобьёт Мон-Соррель. Возвращение утраченных позиций до начала наступления на Сомме стало приоритетом для Канадского корпуса. Подготовка ко второй контратаке, как описывает Харингтон, была «очень тщательной», и завершилась к 11 июня. 14 июня позиции враждующих сил были возвращены к первоначальным.

## Послевоенная карьера
После войны Харингтон был назначен заместителем Имперского генерального штаба в подчинении у фельдмаршала Генри Уилсона. Он участвовал в Ирландском конфликте и усмирял гражданские беспорядки в Индии, пока не произошёл расстрел индийских демонстрантов в Армитсаре отрядом под командованием бригадного генерала Реджинальда Дайера. Сторонники Дайера — в основном проимперские консерваторы, армейские офицеры и ольстерские юнионисты — выступили против любых форм дисциплинарной ответственности командира, которого считали защитником Британской империи. Дайер продолжал получать поддержку со стороны высших офицеров армии, в первую очередь, Уилсона, Харингтона и Армейского совета. Найджел Коллет в книге Butcher of Amritsar пишет, что занятость Харингтона не позволяла ему всесторонне изучить рапорт Дайера с подробным описанием событий, а других документов по этому делу он, по-видимому, не читал. Мнение Харингтона противоречило государственной позиции и больше соответствовало словам Дайера. Под давлением со стороны государственного секретаря Уинстона Черчилля, Армейский совет рекомендовал не давать Дайеру повышения и не назначать на новую должность, но решил публично не отправлять его в отставку.

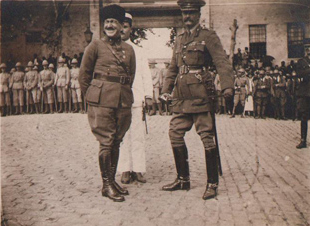
Генерал Харингтон (справа) и Селахаттин Адиль Паша в Стамбуле

После передачи в 1920 году должности заместителя начальника штаба генералу Филиппу Четвуду Харингтон принял на себя командование Армией Чёрного моря, предназначенной для оккупации части Турции, а позднее использовавшейся для контроля нейтральной зоны, установленной после подписания Севрского договора в ходе Греко-турецкой войны. Сменив генерала Милна, Харингтон получил в распоряжение британскую 28-ю дивизию в Стамбуле, греческую дивизию в Измите и греческий полк в Бейкосе. Кроме этого, под его командование перешли французский и итальянский контингенты генерала Шарпи и генерала Момбелли соответственно, когда Харингтон занял пост главнокомандующего союзными оккупационными войсками в Турции. В 1921 году Греческая армия в Анатолии начала наступление на силы Мустафы Кемаля, намереваясь захватить Анкару. Около 50 000 греков были переведены в Восточную Фракию, создав угрозу Стамбулу. Харингтон позже вспоминал в своих мемуарах, что во время одного из приёмов турецкие чиновники предложили около 20 000 своих солдат для защиты города, менее чем за год до Чанакского инцидента, когда уже греки предлагали ему в помощь 20 000 своих солдат. Благодаря действиям Харингтона во время кризиса Великобритании удалось избежать войны с Турцией.

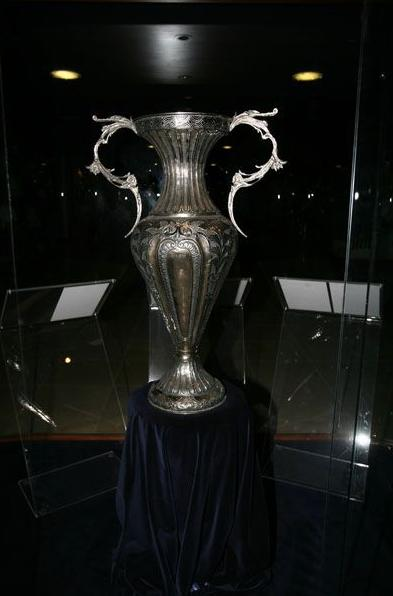
Кубок генерала Харингтона

В 1923 году Харингтон был назначен командующим Северного командования. Перед выводом оккупационных сил из Стамбула по его инициативе в местных газетах было опубликовано объявление с приглашением турецким клубам принять участие в футбольном матче, победитель которого получит в награду специальный кубок, который представлял собой серебряную чашу высотой более метра, с выгравированным на ней именем генерала. В состоявшемся 28 июня 1923 года матче между турецким «Фенербахче» и командой, собранной Чарльзом Харингтоном из британских солдат и профессиональных игроков, волевую победу со счётом 2:1 одержал «Фенербахче».
В 1927 году генерал был назначен командующим Западного командования, в 1931 году — командующим Олдершотского командования. В 1933 году он занял должность губернатора Гибралтара, в которой находился во время начала испанской Гражданской войны.
24 июля 1927 года вместе со своим бывшим командиром, генералом Пламером, Харингтон принял участие в церемонии открытия Мененских ворот.
В 1938 году ушёл в отставку с поста губернатора Гибралтара. Он сохранял связи с армией, занимая символические позиции, такие как почетный полковник регулярного Королевского полка, его территориального 7-го батальона и 4/15-го Пенджабского полка.
Харингтон опубликовал две книги воспоминаний: Plumer of Messines (1935) и Tim Harington Looks Back (1940). После отставки жил в Челтнеме, Англия, где умер в 1940 году.